# RDS Info
Pour les articles homonymes, voir RDS.

Ancien logo de RIS (2004-2012)

RDS Info, anciennement Réseau Info-Sports (RIS), est une chaîne de télévision québécoise spécialisée de catégorie A diffusant en continu des nouvelles et résultats du monde du sport qui a été créée le 21 octobre 2004. Elle est la propriété de CTV Speciality Television Inc. (consortium de Bell Media et ESPN) et est la station-sœur de RDS.

## Histoire
Au mois de décembre 2000, RDS a obtenu une licence de diffusion numérique auprès du CRTC, mais considérant la faible pénétration d'abonnés francophones aux services de télévision numérique, le lancement de la chaîne a été reportée à plusieurs reprises pour être finalement lancée le 21 octobre 2004.
Le 23 janvier 2012, la chaîne a été renommée RDS Info et diffuse en haute définition.

## Programmation
RDS Info fonctionne sur une rotation de 30 minutes de résultats, de nouvelles et de faits saillants sportifs avec l’émission Sports 30.
Jusqu'au lancement de RDS2 le 7 octobre 2011, RIS / RDS Info servait aussi à diffuser un match sportif de moindre importance lorsque deux évènements se déroulaient en direct. Depuis, la chaîne est utilisée occasionnellement pour la diffusion d'un troisième match ou sport en direct.
Hors la diffusion de Sports 30 en direct puis en boucle, la chaîne diffuse aussi des émissions documentaires et d'archives sportives.